# Porto Rico do Maranhão
Porto Rico do Maranhão est une municipalité brésilienne située dans l'État du Maranhão.